# German Werth
German Werth (* 1937; † 9. Juli 2000) war ein deutscher Rundfunkjournalist und Militärhistoriker.

## Leben und Werk
German Werth studierte Germanistik, Philosophie und Sport an der FU Berlin. Er begann seine journalistische Laufbahn 1958 beim Tagesspiegel und war seit 1963 als Redakteur für Literatur und Kunst beim Deutschlandfunk und später Deutschlandradio tätig. Als Buchautor trat er hauptsächlich mit Veröffentlichungen zu Kriegsthemen in Erscheinung. Trotz seiner eher journalistischen als fachhistorischen Herangehensweise galt Werth auch in Fachkreisen als einer der besten Kenner der Schlacht um Verdun im Ersten Weltkrieg, mit der er sich zeitlebens intensiv beschäftigte. Bestimmend für seine Auseinandersetzung mit Verdun war sein Interesse an einer militärhistorischen „Perspektive von unten“, die das authentische Erleben der Schlacht durch den einfachen Soldaten in den Vordergrund stellt. Sein 1977 im Deutschlandfunk ausgestrahltes Feature Wie war das mit Verdun? Teilnehmer der Schlacht erinnern sich beruhte auf seinen in den 1970er Jahren geführten Interviews mit deutschen Soldaten, die in der Schlacht gekämpft hatten. Die soldatischen Quellen bildeten auch den Schwerpunkt seines 1979 erschienenen Buchs über die Schlacht und ihren Mythos. In der Darstellungsweise verzichtete er auf das die älteren Darstellungen prägende Pathos und nahm einen ideologiekritischen Standpunkt ein. Das Buch erreichte in den Ausgaben des Ursprungsverlags eine deutsche Gesamtauflage von 35000 Exemplaren. In der Kritik wurden Werths umfassende Quellenrecherche und die oft unkonventionellen Fragestellungen gelobt. Werth gilt als Vorreiter dieser Art militärgeschichtlicher Literatur, die sich in den 1980er und 1990er Jahren etablierte. Ergänzend produzierte er 1984 zusammen mit Claus-Ferdinand Siegfried die anderthalbstündige Fernsehdokumentation Augenzeugen berichten über Verdun 1916, für die er noch lebende Zeitzeugen befragte. Ebenfalls beachtet wurde sein 1989 erschienenes Buch über den Krimkrieg, in dem er einen militär- und diplomatiegeschichtlichen Gesamtüberblick dieses in der deutschen Geschichtsschreibung lange Zeit wenig behandelten Konflikts vorlegte. 1995 gehörte er zu den Gründungsmitgliedern des Arbeitskreises Militärgeschichte der Deutschen Historikerzunft. Weitere Projekte, die sich zum Teil erneut mit Verdun befassen sollten, konnte er aufgrund seines frühen Todes im Alter von 63 Jahren nicht mehr realisieren.

## Buchveröffentlichungen
- mit Klaus Sauer: Lorbeer und Palme. Patriotismus in deutschen Festspielen. dtv 1971, ISBN 3-423-00795-8.
- Verdun. Die Schlacht und der Mythos. Lübbe 1979, 1982 (vollst. überarb. u. erw. Fassung), 1987 (Taschenbuch), Weltbild Verlag 1990 (Lizenzausgabe, ISBN 3-89350-016-2).
- Der Krimkrieg. Geburtsstunde der Weltmacht Rußland. Straube Verlag 1989, Ullstein Taschenbuch 1992 (ISBN 3-548-34949-8).
- 1916 – Schlachtfeld Verdun – Europas Trauma. Brandenburgisches Verlagshaus 1994, ISBN 3-89488-066-X